# كيرميت روزفلت الثالث
كيرميت روزفلت الثالث (بالإنجليزية: Kermit Roosevelt III)‏ (14 يوليو 1971، واشنطن العاصمة في الولايات المتحدة)؛ محامي وروائي أمريكي.